# Lompe

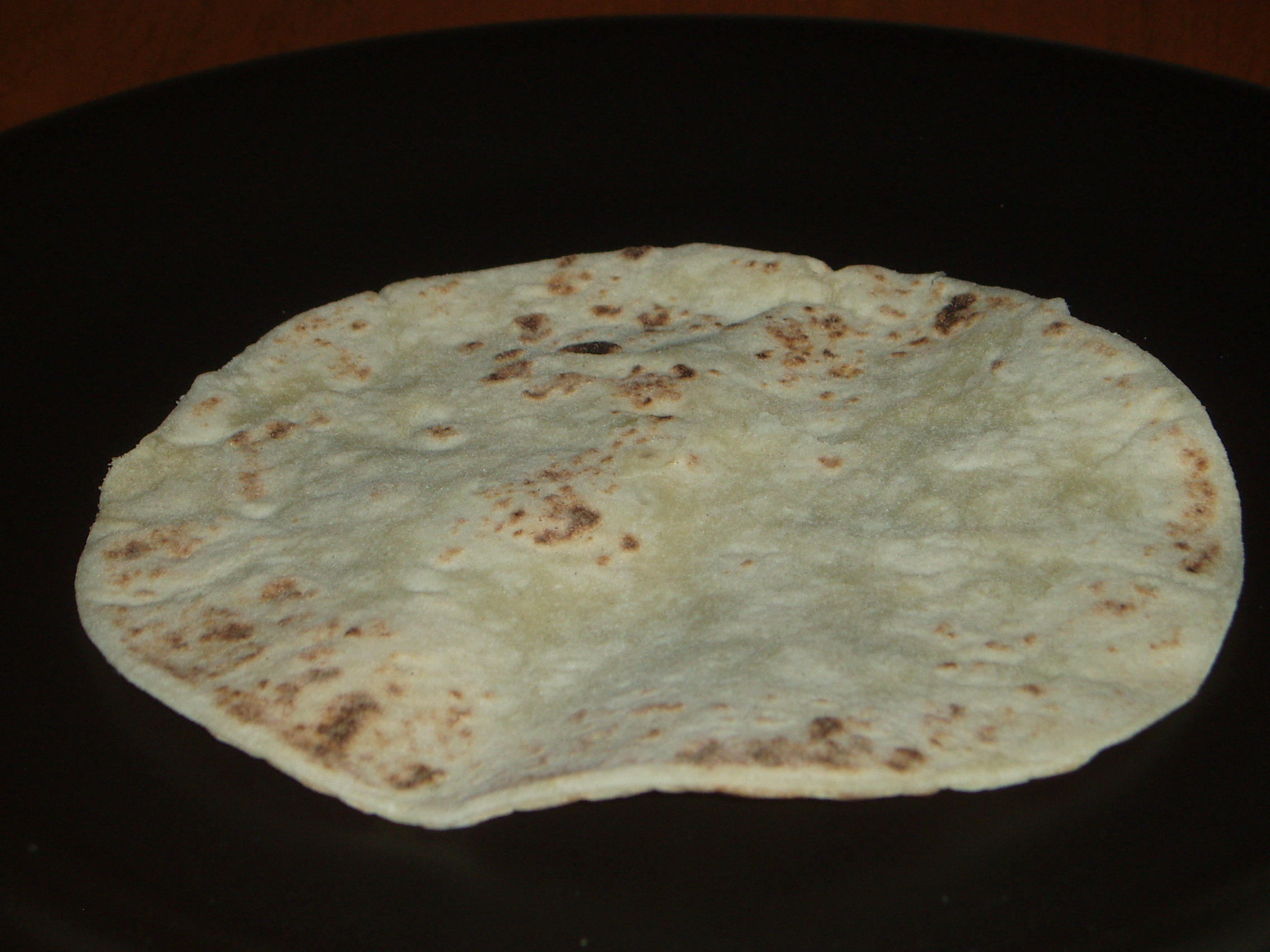
Um lompe

Lompe, também chamado potetkake (em Norueguês: bolo de batata), é um tipo de crepe popular na Noruega, cuja massa é feita à base de batata.
O lompe é confeccionado com batatas cozidas, misturadas com farinha de trigo e um pouco de sal. A mistura da farinha com os restantes ingredientes é importante para a qualidade final. O sal deve dar o menor sabor possível ao lompe. A mistura é por fim cozida numa chapa ou numa frigideira.

## Salsichas e lompe

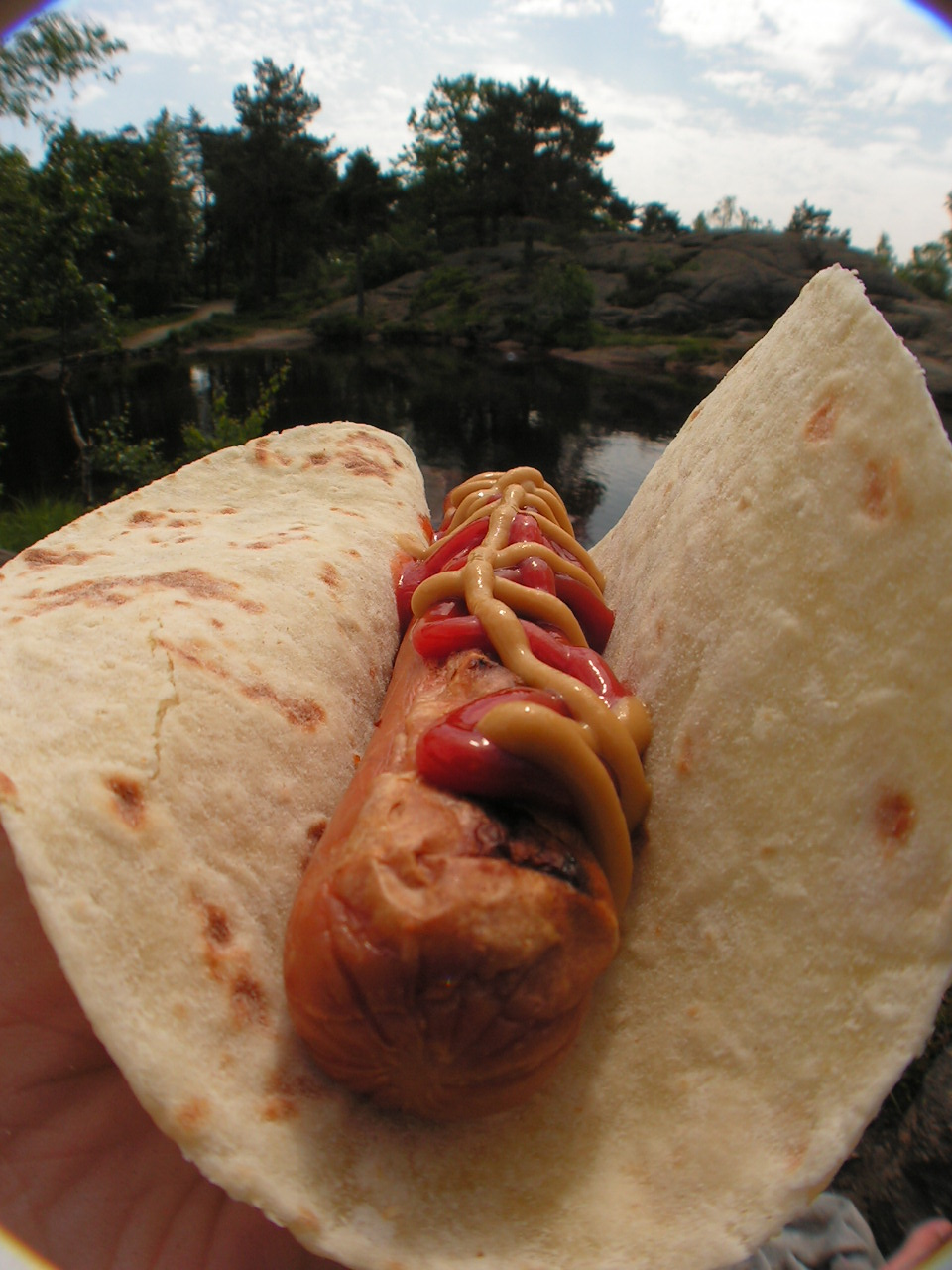
Salsicha com lompe

Na Noruega, é comum servir salsichas pequenas enroladas num lompe, com ketchup (conhecidas como pølse med lompe). É popular como comida de festas de crianças ou para comprar e comer ao ar livre. Normalmente, as salsichas com lompe podem ser compradas em bombas de gasolina e em lojas de comida de rua por toda a Noruega. Constituem uma boa alternativa aos cachorros-quentes.